# Campeonato Europeu de Patinação Artística no Gelo de 2018
O Campeonato Europeu de Patinação Artística no Gelo de 2018 foi a centésima décima edição do Campeonato Europeu de Patinação Artística no Gelo, um evento anual de patinação artística no gelo organizado pela União Internacional de Patinação (em inglês:  International Skating Union) onde os patinadores artísticos competem pelo título de campeão europeu. A competição foi disputada entre os dias 15 de janeiro e 21 de janeiro, na cidade de Moscou, Rússia.

## Eventos
- Individual masculino
- Individual feminino
- Duplas
- Dança no gelo

## Medalhistas
| Evento                        | Ouro                                             | Prata                                        | Bronze                                       |
| Individual masculino detalhes | Javier Fernández · Espanha                       | Dmitri Aliev · Rússia                        | Mikhail Kolyada · Rússia                     |
| Individual feminino detalhes  | Alina Zagitova · Rússia                          | Evgenia Medvedeva · Rússia                   | Carolina Kostner · Itália                    |
| Duplas detalhes               | Evgenia Tarasova · Vladimir Morozov · Rússia     | Ksenia Stolbova · Fedor Klimov · Rússia      | Natalia Zabiiako · Alexander Enbert · Rússia |
| Dança no gelo detalhes        | Gabriella Papadakis · Guillaume Cizeron · França | Ekaterina Bobrova · Dmitri Soloviev · Rússia | Alexandra Stepanova · Ivan Bukin · Rússia    |

## Resultados

### Individual masculino
| Medalha de ouro                                       | Javier Fernández      | Espanha          | 295.55 | 103.82 (1) | 191.73 (1)  |
| Medalha de prata                                      | Dmitri Aliev          | Rússia           | 274.06 | 91.33 (2)  | 182.73 (2)  |
| Medalha de bronze                                     | Mikhail Kolyada       | Rússia           | 258.90 | 83.41 (4)  | 175.49 (3)  |
| 4                                                     | Deniss Vasiļjevs      | Letônia          | 243.52 | 85.11 (3)  | 158.41 (5)  |
| 5                                                     | Oleksii Bychenko      | Israel           | 238.44 | 74.97 (8)  | 163.47 (4)  |
| 6                                                     | Alexander Samarin     | Rússia           | 229.81 | 74.25 (9)  | 155.56 (6)  |
| 7                                                     | Alexander Majorov     | Suécia           | 225.86 | 71.28 (12) | 154.58 (7)  |
| 8                                                     | Michal Březina        | República Tcheca | 225.20 | 72.72 (10) | 152.48 (8)  |
| 9                                                     | Matteo Rizzo          | Itália           | 219.43 | 78.26 (6)  | 141.17 (9)  |
| 10                                                    | Jorik Hendrickx       | Bélgica          | 218.17 | 78.56 (5)  | 139.61 (12) |
| 11                                                    | Chafik Besseghier     | França           | 211.17 | 70.35 (13) | 140.82 (10) |
| 12                                                    | Moris Kvitelashvili   | Geórgia          | 210.47 | 76.74 (7)  | 133.73 (14) |
| 13                                                    | Phillip Harris        | Reino Unido      | 208.22 | 67.77 (15) | 140.45 (11) |
| 14                                                    | Romain Ponsart        | França           | 200.72 | 61.45 (20) | 139.27 (13) |
| 15                                                    | Slavik Hayrapetyan    | Armênia          | 196.63 | 69.49 (14) | 127.14 (16) |
| 16                                                    | Paul Fentz            | Alemanha         | 194.97 | 72.54 (11) | 122.43 (17) |
| 17                                                    | Irakli Maysuradze     | Geórgia          | 191.22 | 63.69 (18) | 127.53 (15) |
| 18                                                    | Stéphane Walker       | Suíça            | 185.41 | 65.96 (16) | 119.45 (20) |
| 19                                                    | Valtter Virtanen      | Finlândia        | 181.77 | 60.23 (24) | 121.54 (18) |
| 20                                                    | Felipe Montoya        | Espanha          | 181.72 | 61.23 (22) | 120.49 (19) |
| 21                                                    | Daniel Albert Naurits | Estônia          | 176.10 | 60.76 (23) | 115.34 (21) |
| 22                                                    | Sondre Oddvoll Bøe    | Noruega          | 170.64 | 61.85 (19) | 108.79 (22) |
| 23                                                    | Burak Demirboga       | Turquia          | 167.22 | 61.27 (21) | 105.95 (23) |
| 24                                                    | Ihor Reznichenko      | Polônia          | 165.65 | 63.96 (17) | 101.69 (24) |
| Não avançaram para a patinação livre / programa longo |                       |                  |        |            |             |
| 25                                                    | Yaroslav Paniot       | Ucrânia          | 60.07  | 60.07 (25) |             |
| 26                                                    | Daniel Samohin        | Israel           | 59.18  | 59.18 (26) |             |
| 27                                                    | Nicholas Vrdoljak     | Croácia          | 58.30  | 58.30 (27) |             |
| 28                                                    | Jiří Bělohradský      | República Tcheca | 58.30  | 58.30 (28) |             |
| 29                                                    | Michael Neuman        | Eslováquia       | 57.44  | 57.44 (29) |             |
| 30                                                    | Thomas Kennes         | Países Baixos    | 54.65  | 54.65 (30) |             |
| 31                                                    | Davide Lewton Brain   | Mônaco           | 54.64  | 54.64 (31) |             |
| 32                                                    | Larry Loupolover      | Azerbaijão       | 52.44  | 52.44 (32) |             |
| 33                                                    | Alexander Maszljanko  | Hungria          | 52.01  | 52.01 (33) |             |
| 34                                                    | Nicky Obreykov        | Bulgária         | 50.24  | 50.24 (34) |             |
| 35                                                    | Yakau Zenko           | Bielorrússia     | 47.26  | 47.26 (35) |             |
| 36                                                    | Conor Stakelum        | Irlanda          | 43.05  | 43.05 (36) |             |
| WD                                                    | Peter Liebers         | Alemanha         | —      | — (WD)     |             |

### Individual feminino
| Medalha de ouro                                       | Alina Zagitova           | Rússia           | 238.24 | 80.27 (1)  | 157.97 (1)  |
| Medalha de prata                                      | Evgenia Medvedeva        | Rússia           | 232.86 | 78.57 (2)  | 154.29 (2)  |
| Medalha de bronze                                     | Carolina Kostner         | Itália           | 204.25 | 78.30 (3)  | 125.95 (4)  |
| 4                                                     | Maria Sotskova           | Rússia           | 200.81 | 68.70 (4)  | 132.11 (3)  |
| 5                                                     | Loena Hendrickx          | Bélgica          | 176.91 | 55.13 (8)  | 121.78 (5)  |
| 6                                                     | Nicole Rajičová          | Eslováquia       | 171.90 | 61.01 (5)  | 110.89 (6)  |
| 7                                                     | Alexia Paganini          | Suíça            | 161.62 | 54.95 (9)  | 106.67 (9)  |
| 8                                                     | Maé-Bérénice Méité       | França           | 159.70 | 54.14 (10) | 105.56 (10) |
| 9                                                     | Emmi Peltonen            | Finlândia        | 159.48 | 52.68 (11) | 106.80 (8)  |
| 10                                                    | Nicole Schott            | Alemanha         | 157.84 | 48.37 (18) | 109.47 (7)  |
| 11                                                    | Laurine Lecavelier       | França           | 154.11 | 55.36 (7)  | 98.75 (12)  |
| 12                                                    | Eliška Březinová         | República Tcheca | 149.69 | 52.06 (12) | 97.63 (14)  |
| 13                                                    | Ivett Tóth               | Hungria          | 148.98 | 50.70 (15) | 98.28 (13)  |
| 14                                                    | Viveca Lindfors          | Finlândia        | 147.89 | 51.62 (14) | 96.27 (17)  |
| 15                                                    | Micol Cristini           | Itália           | 147.80 | 48.22 (19) | 99.58 (11)  |
| 16                                                    | Lea Johanna Dastich      | Alemanha         | 146.82 | 49.89 (16) | 96.93 (15)  |
| 17                                                    | Anita Östlund            | Suécia           | 145.14 | 56.04 (6)  | 89.10 (20)  |
| 18                                                    | Anne Line Gjersem        | Noruega          | 142.68 | 48.70 (17) | 93.98 (18)  |
| 19                                                    | Giada Russo              | Itália           | 142.38 | 45.81 (23) | 96.57 (16)  |
| 20                                                    | Daša Grm                 | Eslovênia        | 137.31 | 47.40 (20) | 89.91 (19)  |
| 21                                                    | Pernille Sørensen        | Dinamarca        | 133.94 | 45.76 (24) | 88.18 (21)  |
| 22                                                    | Elžbieta Kropa           | Lituânia         | 133.87 | 46.06 (21) | 87.81 (22)  |
| 23                                                    | Anna Khnychenkova        | Ucrânia          | 132.70 | 51.84 (13) | 80.86 (23)  |
| 24                                                    | Silvia Hugec             | Eslováquia       | 123.45 | 45.98 (22) | 77.47 (24)  |
| Não avançaram para a patinação livre / programa longo |                          |                  |        |            |             |
| 25                                                    | Kristina Škuleta-Gromova | Estônia          | 45.74  | 45.74 (25) |             |
| 26                                                    | Kyarha Van Tiel          | Países Baixos    | 45.28  | 45.28 (26) |             |
| 27                                                    | Natasha Mckay            | Reino Unido      | 45.12  | 45.12 (27) |             |
| 28                                                    | Fruzsina Medgyesi        | Hungria          | 44.71  | 44.71 (28) |             |
| 29                                                    | Julia Sauter             | Romênia          | 44.57  | 44.57 (29) |             |
| 30                                                    | Natalie Klotz            | Áustria          | 43.53  | 43.53 (30) |             |
| 31                                                    | Matilda Algotsson        | Suécia           | 43.28  | 43.28 (31) |             |
| 32                                                    | Sıla Saygı               | Turquia          | 43.05  | 43.05 (32) |             |
| 33                                                    | Valentina Matos          | Espanha          | 39.66  | 39.66 (33) |             |
| 34                                                    | Elżbieta Gabryszak       | Polônia          | 38.00  | 38.00 (34) |             |
| 35                                                    | Kim Cheremsky            | Azerbaijão       | 37.61  | 37.61 (35) |             |
| 36                                                    | Diāna Ņikitina           | Letônia          | 36.71  | 36.71 (36) |             |
| 37                                                    | Antonina Dubinina        | Sérvia           | 36.69  | 36.69 (37) |             |
| 38                                                    | Aimee Buchanan           | Israel           | 33.87  | 33.87 (38) |             |
| 39                                                    | Presiyana Dimitrova      | Bulgária         | 24.76  | 24.76 (39) |             |
| WD                                                    | Charlotte Vandersarren   | Bélgica          | —      | — (WD)     |             |

### Duplas
| Pos.              | Nome                                     | Nacionalidade | Pontos | PC         | PL          |
| ----------------- | ---------------------------------------- | ------------- | ------ | ---------- | ----------- |
| Medalha de ouro   | Evgenia Tarasova / Vladimir Morozov      | Rússia        | 221.60 | 70.37 (5)  | 151.23 (1)  |
| Medalha de prata  | Ksenia Stolbova / Fedor Klimov           | Rússia        | 211.01 | 72.05 (3)  | 138.96 (2)  |
| Medalha de bronze | Natalia Zabiiako / Alexander Enbert      | Rússia        | 210.18 | 72.95 (2)  | 137.23 (3)  |
| 4                 | Vanessa James / Morgan Ciprès            | França        | 210.17 | 75.52 (1)  | 134.65 (4)  |
| 5                 | Valentina Marchei / Ondřej Hotárek       | Itália        | 204.20 | 71.89 (4)  | 132.31 (5)  |
| 6                 | Nicole Della Monica / Matteo Guarise     | Itália        | 192.38 | 64.53 (6)  | 127.85 (6)  |
| 7                 | Miriam Ziegler / Severin Kiefer          | Áustria       | 181.75 | 63.94 (7)  | 117.81 (7)  |
| 8                 | Annika Hocke / Ruben Blommaert           | Alemanha      | 170.21 | 57.05 (9)  | 113.16 (8)  |
| 9                 | Paige Conners / Evgeni Krasnopolski      | Israel        | 163.55 | 52.32 (10) | 111.23 (9)  |
| 10                | Lola Esbrat / Andrei Novoselov           | França        | 160.47 | 57.48 (8)  | 102.99 (10) |
| 11                | Laura Barquero / Aritz Maestu            | Espanha       | 152.08 | 51.46 (11) | 100.62 (11) |
| 12                | Lana Petranović / Antonio Souza-Kordeiru | Croácia       | 134.97 | 45.72 (13) | 89.25 (12)  |
| 13                | Ioulia Chtchetinina / Mikhail Akulov     | Suíça         | 130.09 | 46.57 (12) | 83.52 (13)  |
| 14                | Sofiya Karagodina / Semyon Stepanov      | Azerbaijão    | 117.95 | 41.58 (14) | 76.37 (14)  |

### Dança no gelo
| Medalha de ouro                  | Gabriella Papadakis / Guillaume Cizeron      | França           | 203.16 | 81.29 (1)  | 121.87 (1) |
| Medalha de prata                 | Ekaterina Bobrova / Dmitri Soloviev          | Rússia           | 187.13 | 74.43 (4)  | 112.70 (2) |
| Medalha de bronze                | Alexandra Stepanova / Ivan Bukin             | Rússia           | 184.86 | 75.38 (2)  | 109.48 (3) |
| 4                                | Anna Cappellini / Luca Lanotte               | Itália           | 180.65 | 74.76 (3)  | 105.89 (5) |
| 5                                | Charlène Guignard / Marco Fabbri             | Itália           | 177.75 | 71.58 (5)  | 106.17 (4) |
| 6                                | Tiffany Zahorski / Jonathan Guerreiro        | Rússia           | 168.45 | 65.35 (8)  | 103.10 (6) |
| 7                                | Penny Coomes / Nicholas Buckland             | Reino Unido      | 168.42 | 69.45 (6)  | 98.97 (9)  |
| 8                                | Sara Hurtado / Kirill Khaliavin              | Espanha          | 165.03 | 66.60 (7)  | 98.43 (10) |
| 9                                | Laurence Fournier Beaudry / Nikolaj Sørensen | Dinamarca        | 164.90 | 65.03 (9)  | 99.87 (7)  |
| 10                               | Natalia Kaliszek / Maksym Spodyriev          | Polônia          | 164.48 | 64.80 (10) | 99.68 (8)  |
| 11                               | Oleksandra Nazarova / Maksym Nikitin         | Ucrânia          | 156.35 | 63.20 (11) | 93.15 (12) |
| 12                               | Marie-Jade Lauriault / Romain Le Gac         | França           | 154.04 | 58.99 (14) | 95.05 (11) |
| 13                               | Alisa Agafonova / Alper Uçar                 | Turquia          | 152.10 | 59.30 (12) | 92.80 (13) |
| 14                               | Anna Yanovskaya / Adam Lukacs                | Hungria          | 148.69 | 59.13 (13) | 89.56 (14) |
| 15                               | Cecilia Törn / Jussiville Partanen           | Finlândia        | 145.60 | 57.73 (16) | 87.87 (15) |
| 16                               | Angélique Abachkina / Louis Thauron          | França           | 139.74 | 58.14 (15) | 81.60 (17) |
| 17                               | Lucie Myslivečková / Lukáš Csölley           | Eslováquia       | 136.51 | 54.71 (17) | 81.80 (16) |
| 18                               | Jasmine Tessari / Francesco Fioretti         | Itália           | 133.00 | 54.25 (18) | 78.75 (19) |
| 19                               | Tina Garabedian / Simon Proulx-Sénécal       | Armênia          | 131.30 | 51.77 (20) | 79.53 (18) |
| 20                               | Viktoria Kavaliova / Yurii Bieliaiev         | Bielorrússia     | 128.38 | 53.64 (19) | 74.74 (20) |
| Não avançaram para a dança livre |                                              |                  |        |            |            |
| 21                               | Justyna Plutowska / Jeremie Flemin           | Polônia          | 49.91  | 49.91 (21) |            |
| 22                               | Darya Popova / Volodymyr Byelikov            | Ucrânia          | 46.68  | 46.68 (22) |            |
| 23                               | Victoria Manni / Carlo Röthlisberger         | Suíça            | 46.30  | 46.30 (23) |            |
| 24                               | Guostė Damulevičiūtė / Deividas Kizala       | Lituânia         | 45.12  | 45.12 (24) |            |
| 25                               | Cortney Mansour / Michal Češka               | República Tcheca | 43.37  | 43.37 (25) |            |
| 26                               | Teodora Markova / Simon Daze                 | Bulgária         | 41.99  | 41.99 (26) |            |
| 27                               | Katerina Bunina / German Frolov              | Estônia          | 41.53  | 41.53 (27) |            |
| 28                               | Adel Tankova / Ronald Zilberberg             | Israel           | 40.20  | 40.20 (28) |            |
| 29                               | Aurelija Ipolito / Malcolm Jones             | Letônia          | 37.47  | 37.47 (29) |            |
| 30                               | Malin Malmberg / Thomas Nordahl              | Suécia           | 34.95  | 34.95 (30) |            |
| WD                               | Kavita Lorenz / Joti Polizoakis              | Alemanha         | —      | — (WD)     |            |

## Quadro de medalhas
| Ordem | País    | Medalha de ouro | Medalha de prata | Medalha de bronze |    | Ordem por total |
| ----- | ------- | --------------- | ---------------- | ----------------- | -- | --------------- |
| 1     | Rússia  | 2               | 4                | 3                 | 9  | 1               |
| 2     | Espanha | 1               |                  |                   | 1  | 2               |
| 2     | França  | 1               |                  |                   | 1  | 2               |
| 4     | Itália  |                 |                  | 1                 | 1  | 2               |
| TOTAL | TOTAL   | 4               | 4                | 4                 | 12 | —               |